# Giancarlo Magalli
Giancarlo Magalli (Roma, 5 luglio 1947) è un autore televisivo, conduttore televisivo e attore italiano.

## Biografia
È nato a Roma nel 1947 da Teresa Angiolino ed Enzo Magalli, assistente alla regia in molte produzioni di Cinecittà; sua nonna materna, in seguito trasferitasi nella capitale, era originaria di Calangianus, un paese della Gallura, in Sardegna. Inoltre è nipote del magistrato e politico Pietro Lissia. Ha studiato all'Istituto Massimiliano Massimo, a Roma ed è stato successivamente iscritto alla facoltà di Scienze politiche presso la Sapienza - Università di Roma ed alla Facoltà di Economia e commercio presso l'Università degli Studi di Messina.

### Carriera
Alla fine degli anni sessanta è stato animatore nel villaggio turistico di Pugnochiuso e a tal proposito ha dichiarato che sarebbe stato fra i primi in Italia con il proprio esordio nel villaggio del Gargano, subito dopo aver svolto il servizio militare, affermando pure: "Fiorello è stato mio allievo perché veniva ai miei corsi ad Ostuni". Nel 1968 partecipò alla puntata numero zero della Corrida radiofonica. Ha scritto per il teatro ed il cabaret. Tra le opere: Romoleide e, in collaborazione con Pippo Franco, le commedie Il naso fuori casa, Belli si nasce e È stato un piacere, nelle quali ha anche recitato come coprotagonista. Come sceneggiatore cinematografico ha scritto i film La gatta da pelare e Due strani papà.
È autore di molte trasmissioni televisive, a partire dal famoso Non stop, programma che lanciò tanti nuovi talenti nel 1977. Ha scritto anche Drim (1980), Patatrac (1981), Pronto, Raffaella? (1983) e Pronto, chi gioca? (1985-1987): in quest'ultima trasmissione sostituisce per un breve periodo alla conduzione Enrica Bonaccorti. Nel 1986 ha realizzato in televisione il gioco in scatola Ma non i coperchi, ideato con Renzo Arbore e pubblicato dalla International Team. Sono suoi anche i programmi: Sotto le stelle, Galassia 2, Lady Magic e Tutto compreso. Come attore cinematografico ha recitato nei film Nerone, Scherzi da prete, Liquirizia, L'imbranato, Ciao marziano, La gatta da pelare, Sturmtruppen II, Uccelli d'Italia, Ho vinto la lotteria di capodanno, 18 anni dopo, La piccola fiammiferaia.
Dal 1991 al 2021 ha condotto su Rai 2 il programma I fatti vostri, diretto da Michele Guardì. Ha doppiato il personaggio di "Filottete" nella versione italiana del film animato Hercules della Disney uscito nel 1997, il quale ha ricevuto un premio per la migliore edizione internazionale. Nel 2009 Magalli prende parte alla seconda serie della fiction 7 vite su Rai 2 nel ruolo del meteorologo Gildo Giuliani. Nel 2011 è guest star ne Un medico in famiglia 7 nel ruolo di sé stesso. Nel 2014, inoltre, compare in un video girato e pubblicato su YouTube dai The Pills interpretando sé stesso in un episodio ispirato al film Face/Off. Nel 2015 partecipa come guest star alla quarta edizione del reality show Pechino Express.
Nel 2016 è protagonista di un cameo nella prima puntata della quinta serie de L'ispettore Coliandro; nello stesso anno torna nel ruolo di doppiatore per un lungometraggio della Disney poiché presta la sua voce al personaggio di "King Louie" ne Il libro della giungla. Nel 2017 è la voce fuori campo del reality di Rai 2 Il collegio, ruolo che ricopre nelle prime tre edizioni, nella quinta e nella sesta; nella quarta il suo ruolo viene affidato a Eric Alexander e Simona Ventura. Sempre nel 2017 viene scelto dal direttore del doppiaggio Francesco Vairano (che lo aveva già diretto in Hercules) per doppiare il protagonista della commedia francese di successo Benvenuti a casa mia, interpretato da Christian Clavier.
Magalli ha inoltre partecipato al doppiaggio inglese (diretto da Vairano) del film Pinocchio (2019) di Matteo Garrone, doppiando il personaggio del Conduttore del carro, interpretato da Nino Scardina. Nel 2021 conduce il game show Una parola di troppo. Nel marzo 2022 partecipa alla terza edizione de Il cantante mascherato sotto la maschera della Lumaca in coppia con la figlia Michela, arrivando terzo. Compare poi in Don Matteo nei panni del vescovo di Spoleto. Dal 2023 torna a I Fatti Vostri con una rubrica settimanale.

## Vita privata
Ha due figlie: Manuela, nata nel 1972 dal primo matrimonio con Carla Crocivera, e Michela, nata nel 1994, avuta dalla seconda moglie, Valeria Donati, sposata nel 1989 e dalla quale è separato dal luglio 2008. Si professa cattolico anche se dubbioso.
Nel gennaio 2023, dopo mesi di stop lontano dalla televisione, a Verissimo racconta di essere guarito da poco da un linfoma alla milza.

## Procedimenti giudiziari
A maggio 2019 è stato rinviato a giudizio per diffamazione aggravata ai danni della collega Adriana Volpe, in relazione al contenuto di un'intervista risalente al 2017, venendo poi condannato definitivamente nel dicembre 2021 al pagamento di un risarcimento.

## Riconoscimenti
Ha fatto il volontario per sette anni con la Polizia municipale di Roma, di cui è agente onorario, andando di pattuglia due notti a settimana. Ha ricevuto i gradi di maresciallo, poi di tenente, capitano, maggiore e tenente colonnello. È anche carabiniere onorario, iscritto come socio benemerito all'Associazione nazionale carabinieri. Nel dicembre 2006 è stato insignito dell'Onorificenza di commendatore al merito della Repubblica.

## Opere
- Fantastici. Ricordi, amicizie, incontri, Milano, Sperling & Kupfer, 2024, ISBN 9788820080549.

## Televisione

### Programmi
- Cicogna Club Show (Quinta Rete, 1977) autore e conduttore
- Non stop (Rete 1, 1977-1979) autore
- Azzurro, cicale e ventagli (Rete 1, 1978) autore
- Insieme con Fantasia (Rete 1, 1978) autore
- Soli (Rete 1, 1978) autore
- Drim (Rete 2, 1980) - autore
- Ci manca solo il finale (Rete 1, 1981) autore
- Che patatrac (Rete 2, 1981-1982) - autore
- Tutto compreso (Rete 2, 1981-1982) autore
- 3,2,1 ed è '82 (Rete 1, Rete 2, 1981-1982) autore
- Illusione, musica, balletto e altro (Rete 1, 1982) autore e conduttore
- Galassia 2 (Rai 2, 1983) autore
- Sotto le stelle (Rai 1, 1983) autore
- Pronto, Raffaella? (Rai 1, 1983-1985) autore
- Pronto, chi gioca? (Rai 1, 1985-1987) autore
- Noi con Loro (Rai 3, 1986)
- Pronto Topolino? (Rai 1, 1987) autore e conduttore
- Pronto, è la Rai? (Rai 1, 1987-1988)
- Domani sposi (Rai 1, 1988-1989)
- Fantastico Bis (Rai 1, 1988-1990)
- Fantastico (Rai 1, 1989-1990, 1997-1998)
- Premio Mario Riva (Rai 2, 1990)
- Un'estate italiana (Rai 1, 1990)
- Lascia o raddoppia? (Rai 1, 1990)
- Festival di Castrocaro (Rai 1, 1990)
- Club 92 (Rai 2, 1990-1991)
- Buon anno ragazzi (Rai 2, 1991)
- I fatti vostri (Rai 2, 1991, 1993-1996, 2001-2002, 2009-2021, dal 2023)
  - I fatti vostri - Piazza Italia di sera (Rai 2, 1993-1996)
  - I fatti vostri - Buon Anno da Piazza Italia (Rai 2, 1993-1995)
  - I fatti vostri - Risultati in Piazza (Rai 2, 1994)
  - I fatti vostri - Piazza Italia di notte (Rai 2, 1995-1996)
  - I fatti vostri - Speciale Padre Pio (Rai 2, 1999)
  - I fatti vostri - Oroscopo in Piazza (Rai 2, 2009-2011)
- 1, 2, 3, buon anno! (Rai 1, Rai 2, Rai 3, 1991-1992)
- Ciao Weekend (Rai 2, 1991-1992) autore e conduttore
- Specchio delle mie brame (Telemontecarlo, 1992)
- Uno, due, tre Rai Vela d'oro (Rai 1, Rai 2, 1992)
- Servizio a domicilio (Rai 1, 1992-1993)
- DopoFestival (Rai 1, 1993, 2003; Rai.tv, 2015)
- Mariti in città (Telemontecarlo, 1993)
- III Festival della canzone romana (Rai 2, 1993)
- Festival Disney (Rai 1, 1995)
- Telethon (Rai 1, 1994-1996, 2000, 2016)
- Papaveri e papere (Rai 1, 1995)
- Mille lire al mese (Rai 1, 1996)
- Festa al Circo! (Rai 1, 1996)
- Luna Park (Rai 1, 1996-1997)
  - Le Torri della Zingara (Rai 1, 1996-1997)
  - Bentornato Luna Park (Rai 1, 1996)
  - Chi è Babbo Natale? - Una Serata al Luna Park (Rai 1, 1996)
- I cervelloni (Rai 1, 1997-1998)
- Fantastica italiana (Rai 1, 1997-1998)
- Pietro De Vico - Serata d'onore (Rai 1, 1997)
- Angeli sotto le stelle (Rai 1, 1997-1998)
- Quaranta Zecchini d'Oro (Rai 1, 1997)
- Zecchino d'Oro (Rai 1, 1997)
- Fantastico (Rai 1, 1997-1998)
- Domenica in (Rai 1, 1998-1999, 2003-2004)
- Campioni per sempre (Rai 1, 1999)
- Subbuglio (Rai 1, 2000)
- Inferno e paradiso (Rai 1, 2000)
- Giorno dopo giorno (Rai 3, 2000)
- La grande occasione (Rai 3, 2001)
- Piazza Grande (Rai 2, 2004-2008)
  - Piazza Grande - Speciale Oroscopo (Rai 2, 2005-2007)
- Bye Bye Baby (Rai 2, 2005)
- Mister - Il gioco dei nomi (Rai 1, 2006)
- Mezzogiorno in famiglia (Rai 2, 2008-2009)
  - Oroscopo in Famiglia (Rai 2, 2008)
- Premio per il lavoro (Rai 1, 2009)
- Lotto per amore (Rai 2, 2011)
- Mi gioco la nonna (Rai 1, 2012)
- Premio La Giara (Rai 2, 2014-2015)
- Techetechete' (Rai 1, 2015) Puntata 26
- Reazione a catena di sera (Rai 1, 2016) ospite fisso
- Il collegio (Rai 2, 2017-2019, 2020-2021) narratore
- Resta a casa e vinci (Rai 2, 2020)
- Una parola di troppo (Rai 2, 2021)
- Il cantante mascherato (Rai 1, 2022) concorrente
- Pomeriggio Cinque (Canale 5, 2023-2024) opinionista

## Filmografia

### Cinema
- Nerone, regia di Mario Castellacci e Pier Francesco Pingitore (1977)
- Scherzi da prete, regia di Pier Francesco Pingitore (1978)
- Liquirizia, regia di Salvatore Samperi (1979)
- L'imbranato, regia di Pier Francesco Pingitore (1979)
- Ciao marziano, regia di Pier Francesco Pingitore (1980)
- La gatta da pelare, regia di Pippo Franco (1981)
- Sturmtruppen 2 - Tutti al fronte, regia di Salvatore Samperi (1982)
- Uccelli d'Italia, regia di Ciro Ippolito (1985)
- Ho vinto la lotteria di capodanno, regia di Neri Parenti (1989)
- La piccola fiammiferaia, regia di Alessandro Paci e Andrea Paci (2006)
- Diciotto anni dopo, regia di Edoardo Leo (2010)
- Diversamente, regia di Max Nardari (2021)

### Televisione
- Stazione di Servizio – serie TV (1989)
- Un inviato molto speciale – serie TV, episodio 1x06 (1992) - nel ruolo di sé stesso
- 7 vite – serie TV (2009)
- Un medico in famiglia – serie TV, episodio 7x16 (2011) - nel ruolo di sé stesso
- L'ispettore Coliandro – serie TV, episodio 5x01 (2016)
- Don Matteo – serie TV, 4 episodi (2022)

## Doppiaggio

### Cinema
- Christian Clavier in Benvenuti a casa mia
- Re Louie ne Il libro della giungla
- Nino Scardina in Pinocchio (film 2019, versione inglese)

### Film d'animazione
- Filottete in Hercules
- Fafl in Savva

### Cartoni animati
- Bob Pogo in F Is for Family
- Gran Maestro in Scoiattoli volanti
- Vecchio motociclista (ep. 28×2) e Wallace l'ernia (ep. 30×16) ne I Simpson

## Radio
- Praticamente, No! (Rai RadioDue, 1976) autore

Testi di canzoni
Ha scritto i testi di diverse canzoni di Raffaella Carrà, tra le quali ''Fatalità'' e ''Rosso''